# Serraima
Serraima es una entidad de población española del municipio de Sallent, perteneciente a la provincia de Barcelona, en la comunidad autónoma de Cataluña.

## Toponimia
El nombre del lugar puede encontrarse escrito con las grafías Serraima y Serrahima.

## Historia
Hacia mediados del siglo XIX, el lugar ya pertenecía al municipio de Sallent. Aparece descrito en el decimocuarto volumen del Diccionario geográfico-estadístico-histórico de España y sus posesiones de Ultramar de Pascual Madoz, por partida doble; la primera de ellas como «San Martín de Serrahima», con las siguientes palabras:

SERRAHIMA (San Martin de): ald. en la prov., aud. terr., c. g. de Barcelona (9 1/2 leg.), part. jud. de Manresa (2), dióc. de Vich, ayunt de Cellent, á cuyo pueblo está unida su pobl. y riqueza. Tiene una igl. parr. (San Martin) servida por un cura de ingreso. prod.: trigo, legumbres y vino.
(Madoz, 1849a, p. 203)

«San Pere de Serrahima» se describe inmediatamente después de la siguiente manera:

SERRAHIMA (San Pere de): ald. en la prov., aud. terr., c. g. de Barcelona (9 1/2 leg.), part. jud. de Manresa (2), dióc. de Vich, ayunt de Cellent á cuyo pueblo está unida su pobl. y riqueza. Tiene una igl. parr. (San Pedro) servida por un cura de ingreso. prod.: trigo, legumbres y vino.
(Madoz, 1849b, p. 203)

En 2023, la entidad singular de población de Serraima tenía empadronados 6 habitantes, todos ellos en diseminado.